# Adelaide I di Borgogna
Adelaide di Borgogna, o Alice di Merania (1218 – Évian-les-Bains, 8 marzo 1279), fu contessa di Borgogna dal 1248 e contessa consorte di Savoia, dal 1268 alla sua morte.

## Origine
Come risulta dal documento del contratto di matrimonio stipulato dai genitori, riportato nella Histoire généalogique des Sires de Salins (Besançon), Tome I, Alice o Adelaide era la figlia maggiore del duca d'Andechs e di Merania e conte consorte di Borgogna, Ottone I e della prima moglie, la contessa di Borgogna, Beatrice II, che era la figlia secondogenita (secondo il Monacho Novi Monasterii Hoiensis Interpolata era l'unica figlia) del conte di Borgogna e, per un breve periodo anche conte di Lussemburgo, Ottone I e della moglie (il matrimonio viene confermato dal Historiens occidentaux II, Historia Rerum in partibus transmarinis gestarum ("L'estoire de Eracles Empereur et la conqueste de la terre d'Outremer"), Continuator) Margherita di Blois (1170-1230), che, come si apprende dal documento n° XXV degli Archives de la Maison-Dieu de Châteaudun, datato 1183, era figlia del conte di Blois, Châteaudun e Chartres, Tebaldo V e di Alice di Francia, a sua volta figlia del re di Francia Luigi VII e della duchessa d'Aquitania e Guascogna e contessa di Poitiers, Eleonora, come ci conferma la Chronica Albrici Monachi Trium Fontium.
Ottone I d'Andechs e di Merania, secondo il De Fundatoribus Monasterii Diessenses era figlio del conte d'Andechs, duca di Merania e marchese d'Istria, Bertoldo IV e della moglie, Agnese di Rochlitz (†25 marzo 1195), della stirpe dei Wettin, che, secondo la Genealogica Wettinensis era la figlia di Dedo III, margravio di Lusazia e della moglie, Matilda di Heinsburg.

## Biografia
Nel 1230, Alice fu fidanzata a Ugo III di Châlon, come risulta dal documento del contratto di matrimonio stipulato dai genitori (Ottone I d'Andechs e di Merania, per la futura sposa e Giovanni d'Auxonne, per il futuro sposo), come riportato nella Histoire généalogique des Sires de Salins (Besançon), Tome I.
Sua madre, Beatrice, morì nel 1231, secondo le Notæ Diessenses il 7 maggio 1231 (Anno ab incarnatione Domini 1231 Nonis Maii Beatrix ducissa Meranie obiit), mentre il De Fundatoribus Monasterii Diessenses ricorda la morte nel 1232, specificando che fu sepolta a Langheim, dove fu raggiunta dal marito (Anno gracie 1232. Beatrix ducissa Meranie obiit, sepulta in Lancheim cum marito suo Ottone duce).
Suo fratello, Ottone, succedette alla madre, nel titolo di conte di Borgogna, ma in effetti la contea continuò ad essere governata dal padre, Ottone II, che dopo essere rimasto vedovo, come ci viene confermato dalla Cronica Principum Saxonie, si sposò in seconde nozze con Sofia d'Anhalt, figlia del principe di Anhalt, Enrico.
Suo padre, Ottone II morì nel 1234, sia secondo il De Fundatoribus Monasterii Diessenses (Anno gracie 1234. Otto dux Meranie obiit), che secondo le Notæ Diessenses, che riportano la data della morte e anche che fu sepolto a Langheim (1234 Nonis Mai, Otto dux Meranie obiit, sepulti Lancheim); suo fratello, Ottone succedette al padre, sia nel titolo di conte di Borgogna, come Ottone III di Borgogna, che nel titolo di duca d'Andechs e di Merania, come Ottone II di Merania.
Nel 1236 sposò il conte Ugo III di Châlon, figlio del conte di Chalon, e futuro signore di Salins, Giovanni d'Auxonne detto il Saggio (1190-1267), degli Anscarici, e di Matilde di Borgogna (1190-1142), figlia del duca di Borgogna, Ugo III. Il matrimonio viene confermato dal documento n° XXVII delle Mémoires et documents inédits pour servir à l’histoire de la Franche-Comté, Tome VIII e anche dal documento n° 49 del Cartulaire de Hugues de Chalon (1220-1319).
Suo fratello, Ottone III morì nel 1248, avvelenato, secondo il De Fundatoribus Monasterii Diessenses (Anno gracie 1248. Otto dux Meranie, comes palatinus Burgundie, a suis veneno interfecto, obiit). Nella contea di Borgogna, gli succedettero Adelaide (Adelaide I), assieme al marito Ugo (Ugo I). I nuovi conti di Borgogna, delegarono il padre di Ugo, il conte Giovanni d'Auxonne, a governare la contea; mentre i ducati d'Andechs e di Merania ritornarono all'impero.
Il marito, Ugo, era discendente delle due case di Borgogna, da parte di padre discendeva dagli Anscarici (pronipote di Guglielmo IV di Borgogna) e da parte di madre dai Capetingi, la casa reale francese, per cui si perse l'ascendente delle famiglie tedesche e la contea di Borgogna divenne vassalla del regno di Francia.
Negli anni successivi, le sorelle di Alice coi rispettivi mariti rinunciarono ad ogni diritto sulla contea di Borgogna: Elisabetta col marito, Federico III di Nuremberg, come si può riscontrare dal documento n° XLI del Monumenta Zollerana; Margherita col marito, il conte Federico di Truhendingen, (?-1274), come si può riscontrare dal documento n° LIV del Monumenta Zollerana; Beatrice col marito, Ermanno II (?-1247), comte d'Orlamünde, della dinastia degli Ascanidi, come si può riscontrare dal documento n° LV del Monumenta Zollerana.

Stemma (antico) della contea di Savoia

Durante l'interregno, per tenere a freno il pretendente Rodolfo I d'Asburgo, che intendeva riaffermare il vassallaggio della contea di Borgogna al regno di Germania (cercando di riappropriarsi del regno di Arles), delegò il governo al suocero Giovanni, che coprì l'incarico sino alla morte.
Nel 1266, rimase vedova di Ugo, e, nel 1267, dopo la morte del suocero, Giovanni, Adelaide, all'età di 48 anni si sposò, in seconde nozze, con Filippo di Savoia (1207-1285), a cui affidò l'incarico di governare; nel documento n° LIV del Monumenta Zollerana, datato 1269, il figlio, Ottone, riconosce il patrigno come conte di Borgogna.
Filippo era fratello, del conte di Savoia, Pietro II, che morì nel 1268, per cui il marito di Adelaide, Filippo divenne conte Filippo I di Savoia. Filippo di Savoia venne riconosciuto conte di Borgogna anche col documento n° 5156 del Recueil des chartes de l'abbaye de Cluny. Tome 6.
Adelaide, dopo aver fatto testamento, nel novembre 1278 (come ci viene confermato dalle Histoire généalogique de la royale maison de Savoie, tome IV, Partie 1), morì a Evian, in Alta Savoia, sulle sponde del lago di Ginevra, l'8 marzo del 1279, all'età di sessant'anni.
Fu sepolta nella chiesa dell'abbazia di Montigny-lès-Cherlieu.
Suo figlio Ottone (1248 - 1302), gli succedette come conte di Borgogna, vassallo del ducato di Borgogna e del re di Francia.

## Discendenza
Adelaide dal primo marito, Ugo di Châlon, ebbe 12 figli:
- Ottone (1248 - 1302), futuro conte di Borgogna[28];
- Ugo (? - 1312), signore di Montbrison, d'Aspremont, di Frasans, d'Orchamps, Lavans, Gendray, di Dampierre, di Port-sur-Saône e di Châtillon-le-Duc, nel 1282 sposò Bona di Savoia (1275-1300) figlia del conte, Amedeo V di Savoia, come ci viene confermato dalle Histoire généalogique de la royale maison de Savoie, tome IV, Partie 1[30] e poi, in seconde nozze, Margherita, figlia di Ulrico II conte di Ferrette;
- Stefano (?-1299), canonico[28], mori a Roma[29];
- Rinaldo (? - 1322), ricordato nel testamento della madre[25], sposò nel 1282, Guglielmina di Neufchâtel (?-1317), contessa di Montbéliard;
- Giovanni (? - 1302), ricordato nel testamento della madre[25], signore di Montaigu di Montrond, di Fontenay, de Chois, di Châtelet, di Buffart, di Chésié, di Liele e di Fauvernay;
- Enrico (?-?), che morì in prigione[29];
- Elisabetta (? - 1275), sposò nel 1254 il conte Hartmann V di Kibourg (? -1263), come ci viene confermato dal documento n° XLVI delle Mémoires et documents inédits pour servir à l’histoire de la Franche-Comté, Tome VIII[31];
- Ippolita (? - 1288), signora di Saint-Vallier, sposò nel 1270 Aymar IV di Poitier (? - 1319), conte di Valentinois e di Diois, come ci viene confermato dal documento n° XIII del Cartulaire de Saint-Vallier[32];
- Gaia di Borgogna (? - 1316), sposò nel 1274 il signore el Piemonte, Tommaso III di Savoia (1248 - 1282), come risulta dal testamento di Tommaso III di Savoia tratto dalle Histoire généalogique de la royale maison de Savoie, tome IV, Partie 1[33];
- Agnese, sposò nel 1259 il conte Filippo II di Vienne (? - 1303), signore di Pagny, come ci viene confermato da due documenti delle Mémoires et documents inédits pour servir à l’histoire de la Franche-Comté, Tome VIII. il n° XXV[34], ed il n° CXV[35];
- Margherita religiosa all'Abbazia di Fontevrault[28][29];
- Alice religiosa all'abbazia di Fontevrault[28][29].

Adelaide dal secondo marito, Filippo I di Savoia, non ebbe alcun figlio

## Ascendenza
|                         |                     |                       | Genitori                                   |  |  | Nonni |  |  | Bisnonni            |  |  | Trisnonni              |  |
|                         |                     |                       |                                            |  |  |       |  |  | Bertoldo I d'Istria |  |  | Bertoldo II di Andechs |  |
|                         |                     |                       |                                            |  |  |       |  |  | Bertoldo I d'Istria |  |  | Bertoldo II di Andechs |  |
|                         |                     | Sofia di Carniola     |                                            |  |  |       |  |  | Bertoldo I d'Istria |  |  |                        |  |
| Bertoldo IV d'Andechs   |                     |                       |                                            |  |  |       |  |  | Bertoldo I d'Istria |  |  |                        |  |
|                         |                     | Edvige di Wittelsbach | Ottone IV di Wittelsbach                   |  |  |       |  |  |                     |  |  |                        |  |
|                         |                     | Edvige di Wittelsbach | Ottone IV di Wittelsbach                   |  |  |       |  |  |                     |  |  |                        |  |
|                         |                     | Edvige di Wittelsbach | Heilika di Pettendorf-Lengenfeld-Hopfenohe |  |  |       |  |  |                     |  |  |                        |  |
| Ottone II di Borgogna   |                     | Edvige di Wittelsbach |                                            |  |  |       |  |  |                     |  |  |                        |  |
|                         |                     | Dedi III di Lusazia   | Corrado di Meißen                          |  |  |       |  |  |                     |  |  |                        |  |
|                         |                     | Dedi III di Lusazia   | Corrado di Meißen                          |  |  |       |  |  |                     |  |  |                        |  |
|                         |                     | Dedi III di Lusazia   | Luitgarda di Ravenstein                    |  |  |       |  |  |                     |  |  |                        |  |
| Agnese di Rochlitz      |                     | Dedi III di Lusazia   |                                            |  |  |       |  |  |                     |  |  |                        |  |
|                         |                     | Matilde di Heinsberg  | …                                          |  |  |       |  |  |                     |  |  |                        |  |
|                         |                     | Matilde di Heinsberg  | …                                          |  |  |       |  |  |                     |  |  |                        |  |
|                         |                     | Matilde di Heinsberg  | …                                          |  |  |       |  |  |                     |  |  |                        |  |
| Adelaide I di Borgogna  |                     | Matilde di Heinsberg  |                                            |  |  |       |  |  |                     |  |  |                        |  |
|                         | Federico Barbarossa | Federico II di Svevia |                                            |  |  |       |  |  |                     |  |  |                        |  |
|                         | Federico Barbarossa | Federico II di Svevia |                                            |  |  |       |  |  |                     |  |  |                        |  |
|                         | Federico Barbarossa | Giuditta di Baviera   |                                            |  |  |       |  |  |                     |  |  |                        |  |
| Ottone I di Borgogna    | Federico Barbarossa |                       |                                            |  |  |       |  |  |                     |  |  |                        |  |
|                         |                     | Beatrice di Borgogna  | Rinaldo III di Borgogna                    |  |  |       |  |  |                     |  |  |                        |  |
|                         |                     | Beatrice di Borgogna  | Rinaldo III di Borgogna                    |  |  |       |  |  |                     |  |  |                        |  |
|                         |                     | Beatrice di Borgogna  | Agata di Lorena                            |  |  |       |  |  |                     |  |  |                        |  |
| Beatrice II di Borgogna |                     | Beatrice di Borgogna  |                                            |  |  |       |  |  |                     |  |  |                        |  |
|                         |                     | Tebaldo V di Blois    | Tebaldo IV di Blois                        |  |  |       |  |  |                     |  |  |                        |  |
|                         |                     | Tebaldo V di Blois    | Tebaldo IV di Blois                        |  |  |       |  |  |                     |  |  |                        |  |
|                         |                     | Tebaldo V di Blois    | Matilde di Carinzia                        |  |  |       |  |  |                     |  |  |                        |  |
| Margherita di Blois     |                     | Tebaldo V di Blois    |                                            |  |  |       |  |  |                     |  |  |                        |  |
|                         |                     | Alice di Francia      | Luigi VII di Francia                       |  |  |       |  |  |                     |  |  |                        |  |
|                         |                     | Alice di Francia      | Luigi VII di Francia                       |  |  |       |  |  |                     |  |  |                        |  |
|                         |                     | Alice di Francia      | Eleonora d'Aquitania                       |  |  |       |  |  |                     |  |  |                        |  |
|                         |                     | Alice di Francia      |                                            |  |  |       |  |  |                     |  |  |                        |  |

### Fonti primarie
- (LA) Monumenta Germaniae Historica, Scriptores, tomus XVII. URL consultato il 1º marzo 2020 (archiviato dall'url originale il 15 marzo 2016)..
- (LA) Monumenta Germaniae Historica, Scriptores, tomus XXV. URL consultato il 1º marzo 2020 (archiviato dall'url originale il 24 giugno 2013)..
- (LA) Monumenta Germaniae Historica, Scriptores, tomus XXIII. URL consultato il 1º marzo 2020 (archiviato dall'url originale il 23 settembre 2015)..
- (FR) Recueil des historiens des croisades. Historiens occidentaux. Tome II..
- (LA) Archives de la Maison-Dieu de Châteaudun..
- (LA) Urkundenbuch des Augustiner Chorherren-Stiftes Neustift in Tirol..
- (LA) Layettes du trésor des chartes : de l'année 1224 à l'année 1246..
- (LA) Monumenta Boica Vol. VII..
- (LA) Cartulaire de Hugues de Chalon (1220-1319)..
- (LA) Monumenta Zollerana..
- (LA) Histoire généalogique des Sires de Salins, Tome I..
- (FR) Mémoires et documents inédits pour servir à l’histoire de la Franche-Comté, Tome VIII..
- (LA) Recueil des chartes de l'abbaye de Cluny. Tome 6..
- (FR) Cartulaire de Saint-Vallier..
- (FR) Histoire généalogique de la royale maison de Savoie, tome IV, Partie 1..

### Letteratura storiografica
- Paul Fournier, "Il regno di Borgogna o d'Arles dal XI al XV secolo", cap. XI, vol. VII (L'autunno del Medioevo e la nascita del mondo moderno) della Storia del Mondo Medievale, 1981, pp. 383–410.